# Liselotte Funcke
Liselotte Funcke, née le 20 juillet 1918 à Hagen en province de Westphalie et morte le 1er août 2012 dans la même ville, est une femme politique. Membre du parti libéral-démocrate, elle a notamment été vice-présidente du Bundestag entre 1969 et 1979.

## Distinctions
- Grand commandeur de l'ordre du Mérite de la République fédérale d'Allemagne
- Grand-croix de l'ordre du Mérite du Portugal
- Grand officier de l'ordre du Mérite de la République italienne
- Lauréat de la médaille Carl von Ossietzky